# Carlos do Patrocínio Silveira
Carlos do Patrocínio Silveira (Monte Azul, 1º de julho de 1942) é um médico e político brasileiro que foi senador pelo Tocantins.

## Dados biográficos
Filho de Dário Dias Silveira e de Edite Gonçalves Silveira. Formado em Medicina em 1969 pela Universidade Federal do Triângulo Mineiro exerceu a profissão junto aos órgãos antecessores do Instituto Nacional do Seguro Social em Araguaína, cidade onde foi coordenador da Previdência Social, presidente do Hospital das Clínicas e da regional da então Associação Médica de Goiás ao longo da década de 1970, período em que era filiado à ARENA.
Candidato a prefeito de Araguaína em 1982 por uma sublegenda do PDS, não foi eleito. Três anos depois migrou para o PFL e entre 1985 e 1986 dirigiu o posto do antigo Instituto Nacional de Assistência Médica da Previdência Social (INAMPS) em Araguaína. Em 1988 foi eleito senador pelo PTB do recém-criado estado do Tocantins e durante os seis anos de mandato migrou para o PDC votou pelo impeachment de Fernando Collor em 29 de dezembro de 1992 quando já estava de volta ao PFL sendo reeleito em 1994. Em seu novo mandato retornou ao PTB e votou a favor da emenda da reeleição em 1997.
Sem concorrer a um novo mandato em 2002 foi secretário-chefe do Escritório de Representação do Tocantins em Brasília (2003-2011) durante os governos Marcelo Miranda e Carlos Gaguim.